# Томо Смилянич
Томо Смилянич – Брадина (на сръбски: Томо Смиљанић – Брадина; на македонска литературна норма: Томо Смилјаниќ — Брадина) е македонски сърбоманин, фолклорист, етнограф, писател, политик и деец на сръбската пропаганда в Македония.

## Биография
Томо Смилянич е роден на 13 юни 1888 година в мияшкото село Тресонче, тогава в Османската империя. Правнук е на Сарджо Караджа Брадина. Роднина е на българския просветен деец Мино Сарджов. Завършва основното си образование в родното си село и в Битоля, в българско и сръбско училище. В 1906 година завършва Сръбската гимназия в Солун. Работи като сръбски учител в периода 1906 - 1911 година в Тресонче, Долно Мелничани и Галичник (1906 - 1911). Започва да учи във Философския факултет в Белград. Стипендиант е на дружеството „Свети Сава“. Прекъсва учението си, заради подготовката за Балканската война и се завръща в Македония като сръбски четник. Взима участие в Балканските войни. След изтеглянето на Сръбската армия на Корфу през Първата световна война е демобилизиран и изпратен във Франция, където завършва география и история в Клермон-Феран от 1917 до 1919 година.
След това работи като учител в гимназиите в Тетово (от 1920 до 1921 година) и в Скопие (от 1921 до 1927 година). По-късно Смилянич преподава в Търговската академия в Скопие в периода 1927 до 1931 година. В 1930 година защитава докторска дисертация във Франция на тема „Нашите стари племена мияците и бърсяците в Южна Сърбия“. От изборите до 1934 година е народен представител от Галичко-Дебърската околия, а след това от 1935 до 1939 година е инспектор и началник на Просветното отделение на Вардарска бановина.
Пътува по Европа (1940–1941). Участва в Априлската война срещу Германия край Призрен. След разгрома на Югославия, работи в Педагогическото училище в Алексинац, където се пенсионира. След 1946 година живее в Белград, където умира през 1969 г.

## Творчество
Литературната и изследователската си дейност Смилянич започва още по времето, когато работи като сръбски учител. Пише в различни вестници и списания, както и в научни сборници на Философския факултет и на Сръбската академия на науките в Белград. Автор е на изследвания върху Миячията и на по-известните мияци. Публикува свои текстове в Скопие, с което поставя началото на „Библиотека Македония“, която излиза от 1924 до 1928 година. В 1929 година я преименува на „Старовремска библиотека“, в която публикува и стихосбирки. На ръкопис остават романът „Горяни“, разказите за деца „Смиљеи босиље“, както и мемоарите „Моите спомени до 1912 година“.
- На планини и друге приповетке из Македоније, Скопје, 1924;

- Стојна и друге приповетке из Македоније, Скопје, 1924;

- Седи краљ, Скопје, 1925;

- Канонска визитација Река, Скопје, 1925;

- Маќедонски печалбари. Драма в пет акта с пеене, Прилеп, 1927;

- Песмарица, Скопје, 1929;

- Краљ слободар – Краљ миротворац, Скопје, 1936;

- Идеалисти (първи акт от драмата), „Јужни преглед“, Скопје, 1937.